# Кугульский, Семён Лазаревич
Семён Лазаревич Кугульский (также Кегульский, настоящая фамилия Кегулихес; 19 июля 1862, Одесса — 1954) — русский и советский журналист и издатель.

## Биография
Родился в мещанской семье. Учился в Одесском коммерческом училище. С 1882 года начал журналистскую деятельность — сначала под псевдонимом «С. Кегульский» и лишь годами позже изменил его на «С. Кугульский». Печатался в «Тифлисском листке» (в 1886—1887 годах — редактор-издатель). 
В Москве был редактором-издателем «Новостей сезона», печатался в «Утре свободы», был также редактором-издателем «Столичного утра». «Утро свободы» и «Столичное утро» были закрыты московским генерал-губернатором «в порядке чрезвычайной охраны».
Впервые в России ввёл практикуемые на Западе «пюблисите» — платные рекламы в тексте (в «Новостях дня»).